# Guru Nanak Gurpurab
El Guru Nanak Gurpurab (en panjabi: ਗੁਰਪੁਰਬ) és una de les festes més sagrades en el sikhisme. A més dels sikhs, hinduistes i altres seguidors de la filosofia de Guru Nanak també celebren aquest festival.
Les festes en la religió sikh giren al voltant dels aniversaris dels 10 Gurus Sikhs, que van ser els responsables de donar forma a les creences dels sikhs. Els seus aniversaris, coneguts com a Gurpurab (o Gurpurb), són ocasions per a la celebració i oració entre els sikhs.
Guru Nanak, el fundador del sikhisme, va néixer el 15 d'abril de 1469 a Rai-Bhoi-di Talwandi, Shekhupura, un Districte de Pakistan, ara Nankana Sahib. En el calendari gregorià, la celebració sol caure en el mes de novembre, però la seva data varia d'un any a un altre, en funció de les dates tradicionals del calendari indi.

## El festival
La celebració és generalment similar per tots Gurpurabs; només els himnes són diferents. Les celebracions comencen amb Prabhat Pheris, les processons del matí que comencen en les Gurdwares i discorren en les localitats cantant himnes. Generalment dos dies abans de l'aniversari, es realitza una lectura del Akhand Path (el llibre sagrat dels sikhs).
El dia abans de l'aniversari s'organitza una processó, anomenada Nagar Kirtan. Aquesta processó està encapçalada pel Panj Pyaras. Els devots es dirigeixen a la processó portant la bandera sikh, conegut com el Nishan Sahib i el Palki (Palanquin) del Gurú Granth Sahib. Són seguits per grups de cantants que canten himnes i altres devots canten el cor. Hi ha bandes de música tocant diferents melodies i els equips de 'Gatka' mostren la seva habilitat amb l'espasa mitjançant diverses arts marcials i realitzen simulacres de batalles amb armes tradicionals.